# 阿尔克西拉乌斯三世
阿尔克西拉乌斯三世（英語：Arcesilaus III of Cyrene），巴图斯王朝第六任君主，公元前525年至公元前522年后统治统治库勒尼。他并不认同一个剥夺权力君主政体，而是试图建立一个亲民的僭主政体。（demagogic tyranny）他曾被流放，不久返回并占领库勒尼，在巴尔卡被暗杀。

## 扩展阅读
- Herodotus, The Histories, Book 4.
- Smith, William. . Walton and Maberly. 1853: 476  [2021-10-03]. （原始内容存档于2021-10-03） （英语）.
- Cyrene and the Cyrenaica （页面存档备份，存于）
- A Dictionary of Greek and Roman Geography, by William Smith (1873) - Cyrene （页面存档备份，存于）